# Ueekata
Ueekata (親方) est le rang le plus élevé de l'aristocratie yukatchu du royaume de Ryūkyū d'Okinawa, bien qu'il soit inférieur à la noblesse aji. Les membres du Conseil des trois (三司官, sanshikan), organe gouvernemental de très haut rang, sont choisis parmi les ueekata.
Le rang ueekata  est généralement obtenu comme la dernière étape d'une progression du rang de shii (子) à satonushi (里之子), puis peekumi (親雲上), et finalement ueekata. Comme pour les autres titres de noblesse Ryūkyū, un membre est souvent désigné par son titre, avec un toponyme associé. Par exemple, Tei Dō (1549-1611), fonctionnaire du gouvernement royal est aussi bien connu par son titre Jana Ueekata, ou « ueekata ode Jana », Jana (謝名) étant une région (spécifiquement, un azana (Ryukyu)) au sein de ce qui est à présent la ville de Ginowan, préfecture d'Okinawa.
Les titulaires du titre ueekata portent des bandeaux hachimachi pourpre, la couleur étant un symbole de rang.